# Lutz Rainer Reuter
Lutz Rainer Reuter (* 17. Dezember 1943 in Kiel) ist ein deutscher Erziehungswissenschaftler und Bildungspolitikforscher. Von 2005 bis 2009 war er Vizepräsident der Helmut-Schmidt-Universität in Hamburg.

## Leben
Lutz Rainer Reuter ist der Enkel des Flugzeugkonstrukteurs von Junkers Otto Reuter.
Er studierte an den Universitäten Kiel und Tübingen Rechts- und Wirtschaftswissenschaften sowie an der Universität Konstanz Politik-, Erziehungswissenschaften und Soziologie. 1972 erfolgte die Promotion in Konstanz. Danach war er wissenschaftlicher Assistent an der Universität Siegen sowie Professurvertreter in Bremen und Duisburg.
Reuter war Professor für Erziehungswissenschaft, insb. Bildungspolitikforschung an der Helmut-Schmidt-Universität (Universität der Bundeswehr in Hamburg), zudem von 2005 bis 2009 auch Vizepräsident dieser Universität.
Von 1983 bis 1985 sowie von 1999 bis 2001 amtierte er auch als Dekan des Fachbereichs für Erziehungswissenschaften an der Helmut-Schmidt-Universität.
1986 bis 1988 sowie 1991/92 hatte Reuter eine Gastprofessur an der Northwestern University Evanston und Chicago. Gastprofessuren nahm er zudem an der PH Neubrandenburg (1990/91), der Universität Maputo in Mosambik (1993/94/96 und 2000) und der Universität Stellenbosch in Südafrika (2001) wahr.
Lutz Rainer Reuter ist Ehrenprofessor der Technischen Universität Nanking in China.